# Hokej na ledu na ZOI 2006.
Hokej na ledu na ZOI 2006. u Torinu se igrao turnirski, od 15. do 25. veljače 2006.
Olimpijski prvaci je momčad Švedske, a olimpijske prvakinje su djevojke iz Kanade.
Raspored i rezultati:
Rosteri: muški žene
Statistike: muški žene
Statistike po utakmicama: muški žene

## Muška natjecanja

### Sudionici
| Grupa A                                        | Grupa B                                       |
| ---------------------------------------------- | --------------------------------------------- |
| Finska Švicarska Kanada Češka Njemačka Italija | Slovačka Rusija Švedska SAD Kazahstan Latvija |